# ダイナミックスキー
『ダイナミックスキー』(Dynamic Ski)とは、1984年に日本ゲーム（タイヨーシステム名義）が開発し、日本物産（ニチブツ）から発売されたアーケードゲーム。

## 概要
縦スクロールのスポーツゲーム。キャッチコピーは「宙に舞う、旗門に突入、力強いスラローム。ゲレンデの激烈な闘い。勝利の女神は誰に?」。

### ストーリー
トップレベルのスキーテクニックが楽しめジャンプ、滑降、回転、大回転と種目も豊富、豪快さとスピード感あふれたレース、さあ、ゲートは開かれた。スタートGO!!